# Eutrofizacja
Eutrofizacja – proces wzbogacania zbiorników wodnych w pierwiastki biofilne, skutkujący wzrostem trofii, czyli żyzności wód. Proces ten dotyczy nie tylko zbiorników wodnych, ale również cieków.
Biorąc pod uwagę geologiczną historię jezior, najczęściej uważa się, że eutrofizacja jest procesem naturalnym (według innych autorów naturalnym procesem jest dystrofizacja, a eutrofizacja uważana jest za proces antropogeniczny, spowodowany zmianami w zlewni). Większość jezior, zwłaszcza polodowcowych, była na początku oligotroficzna, jednak ciągły dopływ do nich substancji z zewnątrz (np. ze zlewni i atmosfery) powodował wzrost koncentracji biogenów, a tym samym zwiększał trofię zbiornika. Jest to tzw. harmoniczna sukcesja jezior. Normalnie jest to proces powolny, ale został on mocno przyspieszony w wyniku działań człowieka, takich jak zrzuty ścieków przemysłowych i komunalnych oraz w wyniku intensyfikacji rolnictwa. W szczególnie drastycznych przypadkach, np. przy zrzucaniu do jezior surowych ścieków komunalnych czy gnojówki, dochodzi do osiągnięcia przez zbiornik stanów niespotykanych w naturze: politrofii i hipertrofii (zobacz też jezioro saprotroficzne). Następuje wtedy niemal całkowity zanik organizmów wyższych poza cienką, kilkudziesięciocentymetrową warstwą wody stykającą się z atmosferą.
Specyficznie przebiega proces eutrofizacji w wodach torfowiskowych. Dopływające z otaczającego je torfowiska substancje humusowe tworzą stałe kompleksy ze związkami fosforu i azotu, czyniąc je niedostępnymi dla roślin i glonów. W razie jego degradacji, zwykle przez przesuszenie, następuje szczególnie szybka eutrofizacja: do wody dostają się zarówno biogeny ze zlewni, jak i uwolnione z torfowiska i związków humusowych.

## Przyczyny eutrofizacji
Główną przyczyną eutrofizacji jest wzrastający ładunek pierwiastków biogennych, przede wszystkim fosforu. Wzrost dopływu fosforu obejmuje nie tylko wzrost zrzutów ścieków, ale także wzrastającą w nich zawartości środków piorących i innych detergentów, zawierających fosfor. Większa ilość tego biogenu związana jest także z intensyfikacją nawożenia oraz wzrostem erozji w zlewni. Wzrost dopływu azotu, drugiego z biogenów, związany jest ze wzrastającą emisją tlenków azotu do atmosfery, a tym samym dużą ich zawartością w opadach atmosferycznych. Do wzrostu ilości azotu przyczynia się również nawożenie ziemi uprawnej, ponieważ fosfor znajdujący się w glebie nie jest pierwiastkiem silnie mobilnym. Silne opady deszczu mogą łatwo wypłukiwać azot z powierzchniowej warstwy gleby oraz z nawozów, przy czym do zbiornika mogą być też wniesione znaczne ilości fosforu.

## Następstwa
Na początku procesu eutrofizacji następuje umiarkowany wzrost produkcji biologicznej, co jest korzystne i przekłada się na wzrost liczebności ryb, ale po przekroczeniu pewnej granicy obserwuje się już wiele niepożądanych następstw tego procesu takich jak:
1. Masowy rozwój organizmów fitoplanktonowych, powodujących w powierzchniowej warstwie wody tzw. zakwity i zmniejszających jej przezroczystość. W zbiorniku wzrasta przede wszystkim ilość sinic, które utrzymując się na powierzchni, często tworzą kożuchy. Masowe nagromadzenia tych bakterii powodują nie tylko śmiertelność ich samych, ale również występującej tam fauny. Ponadto niektóre szczepy sinic wydzielają toksyny i nierzadko powodują uczulenia. Wydzielanie przez glony substancji organicznych psujących smak i zapach wody dyskwalifikuje takie zbiorniki jako źródła wody pitnej. Do organizmów powodujących takie problemy należą wiążące azot gatunki z rodzaju Anabaena oraz Aphanisomenon oraz niezdolne do wiązania azotu gatunki z rodzaju Microcystis, Limnotrix i Planktotrix. Zakwity występują nie tylko w zbiornikach, ale również w rzekach. W przypadku tych ostatnich powodowane są zwykle przez zielenice lub okrzemki, które są jednak mniej uciążliwe niż sinice, których miejscem występowania są przeważnie wody stojące.
2. Ustępowanie roślinności zanurzonej z powodu pogarszających się warunków świetlnych w strefie przybrzeżnej – litoralu. Postępujące zanikanie światła pośrednio prowadzi także do przebudowy występującej tam fauny. Kożuchy glonów w tej strefie zupełnie uniemożliwiają rekreacyjne użytkowanie wody.
3. Wyczerpanie zasobów tlenu w warstwie przydennej – hypolimnionie, a zwłaszcza profundalu i w osadach dennych prowadzi do zaniku fauny głębinowej, w tym także gatunków reliktowych. Również tarło niektórych ryb nie dochodzi do skutku, co prowadzi do ustępowania cennych gatunków, np. łososia. Często zdarza się, że ryby giną zimą pod pokrywą lodową w wyniku braku tlenu. W warunkach anaerobowych dochodzi dodatkowo do takich procesów chemicznych, jak amonifikacja czy denitryfikacja oraz powstawania metanu.
4. Występowanie siarkowodoru, który podczas całkowitego braku tlenu może przechodzić do warstw powierzchniowych wody, ulatniać się i zatruwać atmosferę w okolicy.

## Metody kontroli i zapobiegania eutrofizacji
Prostym sposobem kontroli trofii zbiornika jest badanie widzialności krążka Secchiego: białego krążka o średnicy 30 cm, opuszczanego na wyskalowanej lince. Jego widzialność (ang. Secchi depth) zależy od ilości zawiesiny w wodzie, a ta z kolei głównie od ilości glonów. Na podstawie widoczności krążka Secchiego można obliczyć tzw. wskaźnik Carlsona, na podstawie którego porównuje się trofię poszczególnych zbiorników lub zmiany trofii danego zbiornika w czasie. Tenże wskaźnik można też obliczyć, mając do dyspozycji dane o ilości chlorofilu a (pomiary fotometryczne) lub związków fosforu.
Najskuteczniejszą metodą walki z procesem eutrofizacji jest ograniczenie antropogenicznego dopływu biogenów do wód – kompostowanie odchodów zamiast odprowadzania ich do ujścia kanalizacyjnego, redukcja zawartości fosforanów w środkach piorących używanych w gospodarstwach domowych, ograniczanie stosowania nawozów sztucznych w rolnictwie.